# 彦部家住宅
彦部家住宅（ひこべけじゅうたく）は、群馬県桐生市広沢町にある歴史的建造物である。
屋敷地・長屋門が昭和51年（1976年）5月7日に「彦部氏屋敷」の名で群馬県指定史跡に指定されており、主屋など建築物群は平成4年（1992年）8月10日に「彦部家住宅」の名で重要文化財に指定された。

## 概要
桐生市広沢町の手臼山の麓に位置する。
群馬県指定史跡としての種別は「城館跡等」であり、手臼山の上に物見の砦を設け、山裾以外の三方に土居と堀を設け正面約130メートル、奥行約120メートルの単郭平城となっている。南の追手に長屋門を設け、北東の搦手口は喰違構造で櫓台を築く。土塁下部や搦手には川原石を積んだ石垣も用いられ、北西には八幡神・屋敷神の小社を置き、中世の屋敷構えを残している。
主屋や長屋門は江戸時代に建てられたものである。

## 彦部家
彦部家は家蔵の「高階朝臣家譜」によると、天武天皇の長子である高市皇子を祖とする。高市皇子から数えて六代目の峯緒王が臣籍降下し高階真人となった。源義家の子・惟頼が外祖父・高階惟章の跡を継ぎ、康和4年（1102年）に陸奥国菊多郡検断職として下向したとされる。さらに13世紀・光朝の代に陸奥国紫波郡彦部郷に移り、彦部六郎を名乗った。室町時代に彦部氏は足利将軍家に仕え、足利義晴から偏諱を受けた晴直は関白・近衛政家を外祖父とし、晴直の子・輝信も足利義輝から偏諱を受け全盛期を迎えたが、永禄8年（1565年）の永禄の変で父子ともども討ち死にしたという。
永禄の変の起こる少し前、永禄3年（1560年）に関白・近衛前嗣は関東に下向したが、その際血縁の彦部家から輝信の弟・信勝が随従して桐生を訪れ、翌永禄4年（1561年）に前嗣が桐生を離れた後も信勝は広沢郷に屋敷を構え定住したとされる。信勝の跡を継いだのは輝信の子（信勝の甥）・信直であり、金山城主・由良成繁からも客分として迎え入れられた。彦部家住宅の北西の高階山福厳寺は天正年間に信勝が父や兄の追善のために開基したと言われる。
江戸時代には譜代百姓5軒を持つ土豪的豪農として代々村役人を務め、正徳4年（1714年）の宗門人別帳によれば高57石を有した。19世紀前期、彦部五兵衛知行は京都西陣の織屋で奉公して織染技術を習得し、多数の奉公人を雇い自家を作業場として黒繻子などの帯地となる絹織物生産を行い、多い年には2000両を超える売り上げを出した。
明治11年（1878年）に彦部彦四郎の次男として生まれた彦部駒雄は広沢村会議員、群馬県会議員、桐生織物同業組合組長などを務め、県立桐生工業学校（現・桐生工業高等学校）設立を建議してこれを実現させた。

## 建造物
主屋・長屋門・冬住み・文庫倉・穀倉の5棟と土地20,607.15平方メートルが重要文化財に指定されている。一般公開は土曜日・日曜日・祝日の午前10時から午後4時までとなっており、平日や団体20名以上は予約が必要となる。
- 主屋
  - 入母屋造・茅葺。桁行17.9メートル、梁間10.4メートル。北側の東半部に桁行16.9メートル、梁間8.5メートルの突出部を設ける。建築の特徴から17世紀前期の建造と推定される。間取りは東が土間、西が居室となっており、広間・オモテザシキ・オクテザシキ・ウラザシキ・ナンドで構成されている。北の突出部は織物工場として利用されていた[6][7]。
- 長屋門
  - 寄棟造・茅葺。18世紀の建築と推定される[6]。
- 冬住み（隠居屋）
  - 寄棟造・茅葺。19世紀前期の建築と推定される[6]。
- 文庫倉
  - 土蔵造・切妻造・鉄板置屋根。19世紀中期の建築と推定される[6]。
- 穀倉
  - 土蔵造・切妻造・桟瓦葺置屋根。安政3年（1856年）の建築である[6]。
- 櫓台
- 竹が岡八幡宮
- 土地 - 石垣・堀・土塁・水路・井戸・祀社を含む土地（宅地、山林、田、原野）20,607.15平方メートルが、建物とともに重要文化財に指定されている[8]。

## その他の文化財
桐生市指定重要文化財
- 彦部家文書仁田山紬注文書（昭和38年3月26日指定） - 足利義輝の侍女・小侍従から彦部雅楽守晴直に宛てられた織物の注文書[9]。16世紀中期の桐生地域で綾・紬などの高級織物が生産され、生産地を冠して「にたやまつむぎ」という名で京都に出回っていたことを示す資料である[10]。なお彦部家は他にも観応2年（1351年）の足利直義御教書をはじめとする中世文書を所蔵している[10]。

桐生市指定天然記念物
- 彦部家の合体木（平成27年4月14日指定） - ムクノキ、シラカシ、エノキの三種の樹木の合体木[11]。

## 周辺
- 桐生自動車博物館
- 賀茂神社
- 桐生バイパス（国道50号・国道122号）

## 関連文献
- 佐々木正純 編著 『きりゅう百景』 2008年（平成20年）160-161頁、85 彦部家住宅